# Haplopus murinus
Haplopus murinus är en insektsart som beskrevs av Ludwig Redtenbacher 1908. Haplopus murinus ingår i släktet Haplopus och familjen Phasmatidae. Inga underarter finns listade i Catalogue of Life.